# Военна кампания
Военна кампания (на латински: campania – равнина, от campus – поле; на френски: campagne – поход, работа в полето) е вид военни действия, съвкупност от операции, намиращи се в непосредствена взаимовръзка и съставляващи определен етап от война, обединени от обща стратегическа цел, време и място.
| „ | „Всяка война се състои от една или няколко кампании, всяка кампания – от една или няколко операции, представляващи известен завършен период, от стратегическото разгръщане на армиите на изходната линия на операцията до окончателния край на операцията чрез победоносен бой на полесражението, ако боят е предопределен от обкръжение на разбитата армия, а в противен случай – чрез енергично използване на удържана победа с преследване на полесражението и на театъра на военните действия“професор по стратегия, Хенрих А. Леер | “ |

Може да бъде етап от военните действия (война), в хода на който се постига нейна междинна цел. Могат да се провеждат на едно или няколко стратегически направления или на целия на театър на военните действия или на театъра на войната.
За кампании могат да се употребяват и названия в зависимост от времето на провеждане: лятна, зимна, кампания на 1944 г. и други. В названията на кампаниите, провеждани на даден театър на военни действия, влизат и географски названия, например Бохемска кампания (1866), Италианска кампания (1796 – 1797) и тем подобни. Кампаниите могат да се назовават и по името на главните военачалници, известен пример са Военните кампании на Наполеон.
| Поход                     | Дни в марш | Часове в марш | Часове на ден в марш | Дни почивка | Общ брой дни | Време в марш |
| ------------------------- | ---------- | ------------- | -------------------- | ----------- | ------------ | ------------ |
| Азия(Юскюдар до Багдад)   | 121        | 544           | 4.49                 | 76          | 197          | 61.4%        |
| Европа(Одрин до Естергом) | 52         | 231           | 4.44                 | 67          | 119          | 43.7%        |

Други примери
- Датска кампания на Карл XII
- Кавказка кампания на Кримската война
- Полска кампания на Вермахта, 1939 г.
- Полска кампания на Червената армия, 1939 г.